# Frankrijk op het Eurovisiesongfestival 1984
Frankrijk deed in 1984 voor de zevenentwintigste keer mee aan het Eurovisiesongfestival. In de Luxemburgse stad Luxemburg (stad) werd het land op 5 mei vertegenwoordigd door Annick Thoumazeau met het lied "Autant d'amoureux que d'étoiles". Ze eindigden met 61 punten op de 8ste plaats.

## Nationale voorselectie
De nationale finale werd gehouden op 25 maart 1984 en werd gepresenteerd door Jean-Pierre Foucault en Catherine Ceylac. In totaal deden 14 liedjes mee aan deze nationale finale.
De winnaar werd gekozen door middel van mensen die opgebeld werden en hen gevraagd werd om de liedjes te beoordelen..
| Volgorde | Artiest            | Lied                                   | Punten | Plaats |
| -------- | ------------------ | -------------------------------------- | ------ | ------ |
| 1        | Victoire           | "On n'est pas rock, on n'est pas jazz" | 66     | 6      |
| 2        | Muriel Laude       | "Comme un automate"                    | 16     | 13=    |
| 3        | Christine Carrasco | "Le temps de la musique"               | 179    | 2      |
| 4        | Pierre Azama       | "Les années claires"                   | 48     | 8      |
| 5        | Jean-Claude Allora | "Le cœur dans les nuages"              | 61     | 7      |
| 6        | Émilien            | "Et je l'aimais"                       | 144    | 3      |
| 7        | Euréka             | "Fais-le, prends le temps de vivre"    | 24     | 12     |
| 8        | Elia               | "Eh musicien"                          | 29     | 10     |
| 9        | Evelyne Sélès      | "Quand la terre était un jardin"       | 45     | 9      |
| 10       | J.C.B.             | "Parler d'amour"                       | 16     | 13=    |
| 11       | Arc-en-Ciel        | "Ton étoile"                           | 121    | 5      |
| 12       | Marise Bonnet      | "Y-a-t-il un rêve"                     | 26     | 11     |
| 13       | Annick Thoumazeau  | "Autant d'amoureux que d'étoiles"      | 206    | 1      |
| 14       | Laurence Saltiel   | "Le retour des bergers"                | 132    | 4      |

## In Luxemburg
In Luxemburg moest Frankrijk optreden als 3de, net na Luxemburg en voor Spanje. Op het einde van de puntentelling werd duidelijk dat Frankrijk de 8e plaats had gegrepen met 61 punten.
Men ontving 1 keer het maximum van de punten.

### Gekregen punten
Van Nederland ontving het 12 punten en van België 10.

#### Finale
| 12 punten   | 10 punten     | 8 punten     | 7 punten             | 6 punten              |
| ----------- | ------------- | ------------ | -------------------- | --------------------- |
| - Nederland | - België      | - Oostenrijk | - Italië - Portugal  | - Verenigd Koninkrijk |
| 5 punten    | 4 punten      | 3 punten     | 2 punten             | 1 punt                |
|             | - Zwitserland | - Cyprus     | - Noorwegen - Zweden |                       |

### Punten gegeven door Frankrijk

#### Finale
Punten gegeven in de finale:
| 12 punten | België      |
| 10 punten | Spanje      |
| 8 punten  | Denemarken  |
| 7 punten  | Nederland   |
| 6 punten  | Zweden      |
| 5 punten  | Finland     |
| 4 punten  | Duitsland   |
| 3 punten  | Ierland     |
| 2 punten  | Joegoslavië |
| 1 punt    | Cyprus      |